# Arctia lutea
Arctia lutea là một loài bướm đêm thuộc phân họ Arctiinae, họ Erebidae.